# Toast Dawg
Toast Dawg, de son autre nom de scène DJ Naes est un disc jockey, compositeur et beatmaker canadien. Il est un ancien membre des groupes de rap québécois Traumaturges, Atach Tatuq et Payz Play.

## Biographie
DJ Naes forme le groupe Traumaturges, plus tard rebaptisé Atach Tatuq, en 1998 aux côtés de Rass, Égypto, L’Intrus et Khyro. Sous ce nom,  le groupe publie un premier album intitulé Suce mon index. En 2003, les membres publient leur deuxième album, intitulé La guerre des tuqs, en 2003. Il suit de leur dernier album, Deluxxx, en 2005. Le groupe se scinde certains membres décidant de continuer en solo.
Entretemps, en 1998, il devient membre du groupe SON 2PT, qui devient Payz Play en 2007.
Au début des années 2010, Naes adopte le nom de Toast Dawg et évolue en solo en tant beatmaker. En décembre 2012, Toast Dawg lance un premier EP intitulé The Love Loop. Toujours en 2012, il publie sur Internet des albums instrumentaux, puis en 2014 la mixtape Brazivilain, suivie de Brazivilain Revisited aux côtés des rappeurs Koriass, Loud Lary Ajust, Eman, et Egypto. En 2015, il publie Brazivilain Vol II et Brazivilain Vol II: Revisité. Il clôt la trilogie avec un troisième opus Brazivilan III en milieu 2015.

## Discographie
- 2014 : Brazivilain
- 2014 : Brazivilain Revisited
- 2012 : The Love Loop (EP)
- 2015 : Brazivilain Vol II
- 2015 : Brazivilain Vol II: Revisité[7].